# Аксиньино (Щёлковский район)
Аксиньино — деревня в Щёлковском районе Московской области России, входит в состав сельского поселения Огудневское.

## Население
| 1852 | 1859 | 1869 | 1899 | 1926 | 2002 | 2006 |
| ---- | ---- | ---- | ---- | ---- | ---- | ---- |
| 194  | ↗207 | ↗223 | ↘92  | ↗425 | ↘127 | ↗154 |
| 2010 |      |      |      |      |      |      |
| ↘111 |      |      |      |      |      |      |

## География
Деревня Аксиньино расположена на северо-востоке Московской области, в восточной части Щёлковского района, примерно в 32 км к северо-востоку от Московской кольцевой автодороги и 17 км к северо-востоку от центра города Щёлково.
В 2 км северо-западнее деревни проходит Фряновское шоссе Р110, в 7 км к югу — Щёлковское шоссе А103, в 1 км к северо-востоку — Московское малое кольцо А107. Западнее деревни протекает река Воря бассейна Клязьмы. Ближайший населённый пункт — деревня Первая Алексеевка.
В деревне 4 улицы — Зелёная, Слава КИЗ, Сосновый тупик и Центральная; приписано 2 садоводческих товарищества (СНТ).
Связана автобусным сообщением с городом Фрязино.

## История
В середине XIX века относилась ко 2-му стану Богородского уезда Московской губернии и принадлежала графам Шуваловым — штабс-капитану Андрею Павловичу и камер-юнкеру Петру Павловичу. В деревне было 25 дворов, крестьян 83 души мужского пола и 111 душ женского.
В «Списке населённых мест» 1862 года — владельческая деревня 2-го стана Богородского уезда Московской губернии по левую сторону Стромынского тракта (из Москвы в Киржач), в 25 верстах от уездного города и 15 верстах от становой квартиры, при реке Воре, с 26 дворами и 207 жителями (92 мужчины, 115 женщин).
По данным на 1869 год — деревня Ивановской волости 3-го стана Богородского уезда с 33 дворами, 37 деревянными домами и 223 жителями (112 мужчин, 111 женщин), из которых 16 грамотных. При деревне было два шёлково-ткацких заведения. Количество земли составляло 222 десятины, в том числе 60 десятин пахотной. Имелось 15 лошадей, 33 единицы рогатого и 5 единиц мелкого скота.
В 1913 году — 70 дворов и церковно-приходская школа.
По материалам Всесоюзной переписи населения 1926 года — центр Аксиньинского сельсовета Ивановской волости Богородского уезда в 2 км от Фряновского шоссе и 22 км от станции Щёлково Северной железной дороги, проживало 425 жителей (187 мужчин, 238 женщин), насчитывалось 78 хозяйств (72 крестьянских), имелись школа 1-й ступени и лавка.
С 1929 года — населённый пункт Московской области в составе:
- Алексеевского сельсовета Щёлковского района (1929—1954)[18],
- Каблуковского сельсовета Щёлковского района (1954—1959)[19],
- Каблуковского сельсовета (до 31.07.1959) и Воря-Богородского сельсовета Балашихинского района (1959—1960)[20][21],
- Воря-Богородского сельсовета Щёлковского района (1960—1963)[22],
- Воря-Богородского сельсовета (до 31.08.1963) и Огудневского сельсовета Мытищинского укрупнённого сельского района (1963—1965)[22],
- Огудневского сельсовета Щёлковского района (1965—1994)[23],
- Огудневского сельского округа Щёлковского района (1994—2006)[24],
- сельского поселения Огудневское Щёлковского муниципального района (2006 — н. в.)[25][26].

## Русская православная церковь
Церковь Георгия Победоносца. Церковь на территории кооператива индивидуальных застройщиков «Слава». Заложена в 2012 году